# Hypancistrus
Hypancistrus is een geslacht van straalvinnige vissen uit de familie van de harnasmeervallen (Loricariidae).

## Soorten
- Hypancistrus contradens Armbruster, Lujan & Taphorn, 2007
- Hypancistrus debilittera Armbruster, Lujan & Taphorn, 2007
- Hypancistrus furunculus Armbruster, Lujan & Taphorn, 2007
- Hypancistrus inspector Armbruster, 2002
- Hypancistrus lunaorum Armbruster, Lujan & Taphorn, 2007
- Hypancistrus zebra Isbrücker & Nijssen, 1991